# Huisi
Cette page contient des caractères spéciaux ou non latins. S’ils s’affichent mal (▯, ?, etc.), consultez la page d’aide Unicode.
Deuxième patriarche de l'école bouddhique chinoise du Tiantai, Huisi 慧思 fut le disciple de Huiwen 慧文 et le maître de Zhiyi 智顗 (538-597). Il vécut de 515 à 577, dans la Chine très troublée des Dynasties du Nord et du Sud.
Au VIe siècle, on pouvait regrouper le bouddhisme chinois en deux grands courants dominant, celui du Nord et celui du Sud. Le premier était essentiellement pragmatique, soucieux de bonnes œuvres et adonné au dhyana. Le deuxième, sans rejeter ces aspects, se caractérisait par son avidité dans les recherches purement intellectuelles et philosophiques.
Les sources premières pour sa biographie sont  Lishiyuan wen, sa profession de foi, les Nouvelles Biographies de moines éminents de Daoxuan (道宣) et la Biographie de Zhiyi rédigée par son disciple Zhang’an Guanding (章安灌頂).

## Biographie
Huisi serait né le 31 décembre 515 dans une famille Li (李) non loin de l'actuelle ville de Runing, district de Shangcai, dans la province du Henan. Attiré très tôt par la vie religieuse, il quitta sa famille à l'âge de quinze ans (quatorze à l'occidentale) pour se retirer dans un ermitage où il pratiqua l'ascèse et étudia le Sûtra du Lotus et d'autres sûtras jusqu'à l'âge de vingt-et-un ans. Durant toutes ces années, il vécut plusieurs expériences mystiques dont une d'illumination.
C'est à une date située entre 535 et 537 que Huisi rejoignit Huiwen et le prit pour maître. À cette époque, la réputation du maître de méditation était grande et il rassemblait beaucoup de disciples autour de lui. Au cours de l'année 540, après de longues années de recherche et près d'abandonner, il s'éveilla totalement au sens complet du Sûtra du Lotus.
Il s'ensuivit plusieurs années pendant lesquelles Huisi alla rencontrer des maîtres réputés de son temps comme Jian et Zui, pour approfondir sa sagesse tout en échangeant ses connaissances avec eux et de nombreux disciples. Sa réputation grandit, créant des inimitiés avec des opposants à ses idées. Ceux-ci allèrent jusqu'à tenter de l'empoisonner, mais il en sortit à chaque fois indemne.
En 553, Huisi partit pour le mont Nanyue avec plusieurs disciples où il voulait passer dix années en méditation. Ses projets furent contrecarrés par les fortes tensions politiques et les conflits fréquents qui existaient dans cette région. Il dut s'arrêter au mont Dasushan (大蘇山), district de Shangcheng, jusqu'en 568.
Pendant ce séjour forcé, il continua à donner des cours. Sa réputation grandit encore plus et de nombreux disciples affluèrent. C'est pendant cette période, entre 560 et 568, que Zhiyi, le futur Grand Maître du mont Tiantai, le rejoignit et reçut les fondements de son système doctrinal.
Le vingt-deuxième jour du sixième mois de la neuvième année Taijian (太建) des Chen (21 juillet 577), Huisi mourut entouré de nombreux disciples qu'il enseigna jusqu'au dernier moment.